# Scarabaeus paganus
Scarabaeus paganus es una especie de escarabajo del género Scarabaeus, familia Scarabaeidae. Fue descrita científicamente por Harold en 1878.
Habita en la región afrotropical (Guinea, Níger, Angola, República Democrática del Congo).